# Província de Pernambuco
A Província de Pernambuco foi uma província do Reino Unido de Portugal, Brasil e Algarves, e posteriormente do Império do Brasil, tendo sido criada em 28 de fevereiro de 1821 a partir da Capitania de Pernambuco. Em 1889, com a proclamação da República, passou a ser a atual estado de Pernambuco.
À época do Império do Brasil, Pernambuco era a mais rica das províncias, e responsável por mais da metade das exportações brasileiras de açúcar. Sua riqueza foi alvo do interesse de outras nações, como no século XVII, os holandeses se estabelecem no estado. A cana-de-açúcar continua sendo o principal produto agrícola da zona da mata pernambucana, embora o estado não mais seja o maior produtor do país. Apesar do declínio do açúcar, Pernambuco se manteve entre as cinco maiores economias estaduais do país até meados da década de 1940: em 1907, o estado tinha a quarta maior produção industrial do Brasil, após Rio de Janeiro, São Paulo e Rio Grande do Sul e à frente de estados como Minas Gerais e Paraná; e em 1939, Pernambuco era ainda a quinta maior economia entre os estados brasileiros, após São Paulo, Rio de Janeiro, Minas Gerais e Rio Grande do Sul.

## História
Pernambuco foi a primeira província brasileira a se separar do Reino de Portugal, onze meses antes da proclamação da Independência do Brasil pelo Príncipe Dom Pedro de Bragança. No dia 29 de agosto de 1821, teve início um movimento armado contra o governo do capitão general Luís do Rego Barreto — o algoz da Revolução Pernambucana —, culminando com a formação da Junta de Goiana, tornando-se vitorioso com a rendição das tropas portuguesas em capitulação assinada a 5 de outubro do mesmo ano, quando da Convenção de Beberibe, responsável pela expulsão dos exércitos portugueses do território pernambucano. O Movimento Constitucionalista de 1821 é considerado o primeiro episódio da Independência do Brasil.
Em 1824, acontecia em Pernambuco, um movimento revolucionário, de caráter separatista e republicano. Considerada um desdobramento da Revolução Pernambucana, e representava a principal reação contra a política centralizadora do governo do imperador Dom Pedro I (1822-1831), esboçada na Carta Outorgada de 1824, a primeira Constituição do país. Além disso, a província de Pernambuco se ressentia ao pagar elevadas taxas para o Império, que as justificava como necessárias para levar adiante as guerras provinciais pós-independência (algumas províncias resistiam à separação de Portugal). Pernambuco esperava que a primeira Constituição do Império seria do tipo federalista, e daria autonomia para as províncias resolverem suas questões. A repressão ao movimento foi severa. O imperador pediu empréstimos à Inglaterra e contratou tropas no exterior, que seguiram para o Recife sob o comando de Thomas Cochrane. Os rebeldes foram subjugados, e vários líderes da revolta, como Frei Caneca, foram enforcados ou fuzilados. Também em retaliação, Dom Pedro I desligou do território pernambucano, através de decreto de 7 de julho de 1824, a extensa Comarca do Rio de São Francisco (atual Oeste Baiano), passando-a, inicialmente, para Minas Gerais e, depois, para a Bahia. Esta foi a última porção de terra desmembrada de Pernambuco, impondo à província uma grande redução da extensão territorial, de 250 mil km² para 98 mil km².

## Histórica disputa entre Olinda e Recife para ser capital provincial
Em 1826 houve uma disputa entre as câmaras municipais de  Olinda e de Recife para ser capital da província de Pernambuco. O caso foi levado ao imperador D. Pedro I, mas ele declinou decidir e devolveu que tal decisão caberia ao Presidente da Província de Pernambuco juntamente com o Conselho Provincial.